# Францішек Діонісій Князьнін
Францішек Діонісій Князьнін (пол. Franciszek Dionizy Kniaźnin,біл. Францішак Дыянізы Князьнін,або Francišak Dionisij Kniaźnin; Віцебськ, Велике князівство Литовське, Річ Посполита нар. 4 жовтня 1756 — 25 серпня 1807 Конськоволя,Варшавське герцогство) — польський єзуїт білоруського походження, поет, перекладач, драматург.

## Життєпис
Походив з білоруського шляхетського роду Князьніних. Народився у 1756 році. Спочатку здобув освіту в місцевому єзуїтському колегіумі. Після його закінчення вступив до ордену єзуїтів. У 1764—1765 роках навчався у семінарії Плоцька, 1765—1770 роках — Несвіжа та Слуцька.
У 1770 році направляється як викладач філософії до єзуїтського колегіуму у Варшаві. З часом став секретарем магната Адама Казимира Чорторийського. За цей час приєднався до масонів, став членом масонської ложі Ісіди.
У 1781—1783 роках працював у бібліотеці Залуських. Після поділів Речі Посполитої стан здоров'я Князьніна погіршився, він перебрався до Конськоволі, де й помер у 1807 році.

## Творчість
Був одним з творців лірики польського сентименталізму, відомий насамперед ідиліями («Потрійне весілля» 1783—1785 років), лірикою («Розмарі»), драматичними пасторалями. Його любовно-ідилічні вірші і пісні привертали сучасників простотою і мелодійністю («Любовні вірші, або Пісні у Анакреонтичному роді» 1779 року).
Князьнін складав також байки (більшість увійшла до збірки «Байки» 1776 року), використовуючи мотиви Ж.Лафонтена, героїко-патріотичні п'єси для придворного театру князів Чарториських («Спартанська мати», «Гектор», «Цигани», «Три пори»), патріотичні вірші («Мати-громадянка»), складав вірші латиною («Carmina», 1781 рік).